# Elecciones generales de Bélgica de 1830
Las elecciones generales de Bélgica de 1830 tuvieron lugar el 3 de noviembre de 1830, tras la declaración de independencia de Países Bajos, para elegir al Congreso Nacional Provisional. Las elecciones se llevaron a cabo utilizando una forma modificada del sistema electoral holandés, según las órdenes impartidas por el Gobierno Provisional el 10 y 12 de octubre de 1830. 200 miembros fueron elegidos en distritos plurinominales de distinto tamaño, además de que el sufragio fue restringido a hombres contribuyentes, con un umbral fiscal más alto en las ciudades que en el campo. Aunque tanto el clero como los académicos estaban exentos de estas restricciones, menos del 1% de la población cumplía los requisitos para votar. Como primer ministro fue nombrado Étienne Constantin de Gerlache, pero su gobierno fue efímero y fue reemplazado por Joseph Lebeau. 
La Constitución aprobada en 1831 creó un parlamento bicameral, para el cual se realizaron elecciones al año siguiente.